# Théodore Bruet
Pour les articles homonymes, voir Bruet.
Théodore Bruet, né à Beaune le 9 novembre 1842 et mort à Paris 10e le 8 février 1932, est un chanteur, auteur et compositeur de chansons. 
Il chante en duo avec son épouse Maria Rivière (1844-1918).

## Biographie
On lui doit les paroles, et parfois les musiques, de plus de 160 chansons, dont il est souvent l'interprète, de la fin du XIXe et de l'entre-deux-guerres. Il fait alors le succès, avec son épouse, de différents cafés-concerts comme L’Éden et L'Eldorado.